# Bernhardia unispinosa
Bernhardia unispinosa är en tvåvingeart som beskrevs av Datta och Chaudhuri 1992. Bernhardia unispinosa ingår i släktet Bernhardia och familjen fjädermyggor.
Artens utbredningsområde är West Bengal (Indien). Inga underarter finns listade i Catalogue of Life.